# Thiago Mendes
Thiago Henrique Mendes Ribeiro (São Luís, 15 marzo 1992) è un calciatore brasiliano, centrocampista del Vasco da Gama.

## Caratteristiche tecniche
È un mediano che può giocare anche sulla fascia destra, grazie alla sua grinta e alla sua ottima forza fisica è abile a recuperare i palloni ma si dimostra anche efficace ad accompagnare l'azione di contropiede con la sua ottima velocità.

## Carriera
Inizia nel Goiás, poi milita per due anni nel San Paolo. L'8 luglio 2017 firma per il Lilla.
Il 3 luglio 2019 si trasferisce all'Olympique Lione per 25 milioni di euro.
Il 7 luglio 2023 viene ceduto all'Al-Rayyan.

## Palmarès
- Campionato Goiano: 2

Goiás: 2012, 2013
- Série B

Goiás: 2012